# Salfit (província)
A Província de Salfit (em árabe: سلفيت محافظة) é uma das 16 províncias do Estado da Palestina. Está situada no noroeste da Cisjordânia, limitando-se com a Província de Ramala & Al-Bireh (ao sul), Nablus (a leste) e Calquília (ao norte), além da fronteira com Israel a oeste. Sua capital, que também é a maior cidade, é Salfit. Segundo a Oficina Central Palestina de Estatísticas (PCBS), a província tinha uma população de 64.129 habitantes em meados de 2006. No censo dessa mesma instituição realizado em 1997, que registrou 46.671 habitantes, os refugiados representavam 7,7% da população total. Havia 23.758 homens e 22.913 mulheres.

## Localidades
- Biddya
- Bruqin
- Dar Abu Basal
- Deir Ballut
- Deir Istiya
- Farkha
- Haris
- Iskaka
- Izbat Abu Adam
- Kafr ad-Dik
- Khirbet Qeis
- Khirbet Susa
- Kifl Hares
- Marda
- Mas-ha
- Qarawat Bani Hassan
- Qira
- Rafat
- Salfit
- Sarta
- Yasuf
- Za'tara
- az-Zawiya

## Colônias e bases Israelitas
- Alei Zahav
- Ariel
- Barkan
- El Matan
- Elqana
- Etz Efraim
- Havat Yair
- Immanuel
- Karnei Shomron
- Kfar Tapuach
- Kiryat Netafim
- Ma'ale Shomron
- Magen Dan
- Nofei Nehemia
- Nofim
- Peduel
- Revava
- Tapuach occidental
- Yakir